# 1550 en science
| Années de la science : 1547 - 1548 - 1549 - 1550 - 1551 - 1552 - 1553    |
| Décennies de la science : 1520 - 1530 - 1540 - 1550 - 1560 - 1570 - 1580 |

Cet article présente les faits marquants de l'année 1550 en science.

## Événements
- Début de l'aménagement des jardins de la Villa d'Este, à Tivoli, pour le cardinal Hippolyte d'Este par Pirro Ligorio, avec des dispositifs hydrauliques sophistiqués conçus par Tommaso Chiruchi, Luc Leclerc et Claude Vénard[1].

## Publications
- Girolamo Cardano : De subtilitate, 1550, Nuremberg ;
- Charles Estienne : De nutrimentis, as baillyum, Robert Estienne, 1550 ;
- Oronce Fine : De universali Quadrante, sinuumve organo:quo tum geometrici, tum omnes astronomici canones, ex quatuor sinuum rectorum proportione pendentes, mira facilitate pertractantur, liber singularis. ex officina Reginaldi Calderij, & Claudij eius filii [R. & C. Chaudiere], 1550 ;
- Agostino Gallo : Vinti giornate dell' agricoltura et de piaceri délia villa etc., 1550 ;
- Ambroise Paré : Briefve collection de l'administration anatomique, avec la manière de cojoindre les os, et d'extraire les enfants tât mors que vivans du ventre de la mère, lorsque la nature de soi ne peult venir a son effect. Guillaume Cavellat, Paris, 1550 ;
- Georg Joachim Rheticus : Ephemerides novae, 1550, Leipzig, impr. Wolfgang Gunter ;
- Adam Ries : Rechenung nach der lenge/ auff den Linihen vnd Feder, 1550 ;
- Johannes Scheubel : Algebrae compendiosa, 1550 ;
- André Vésale : Institutionum anatomicarum secundum Galeni sententiam ad candidatos medicinae libri quatuor. Venise, 1538, Padoue, J. Fabranus, 1550.

## Naissances

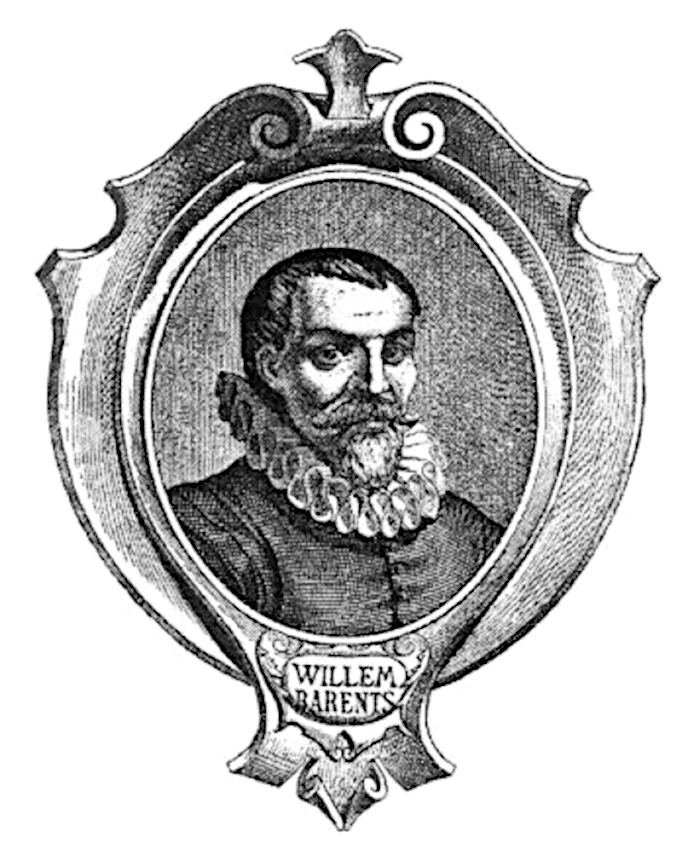
Willem Barentsz

- 1er février : John Napier (mort en 1617), théologien, physicien, astronome et mathématicien écossais.
- 30 septembre : Michael Maestlin (mort en 1631), astronome et mathématicien allemand.
- 28 octobre : Bernhard Paludanus (mort en 1633), médecin et collectionneur néerlandais.

- Jean Robin (mort en 1629), botaniste français.
- Vers 1550 :
- Willem Barentsz († en 1597), navigateur et explorateur néerlandais, pionnier des expéditions dans les eaux du Grand Nord.
- Jean Béguin (mort en 1620), chimiste français.
  - Anselmus Boëtius de Boodt (mort en 1626), humaniste, prêtre, médecin et minéralogiste flamand.
  - Philibert Bretin (mort en 1595), mathématicien, poète, médecin, philosophe et traducteur français.
  - John Davis (mort en 1605), explorateur anglais.
- Après 1550 : Jean Boulenger (mort en 1636), mathématicien français.

## Décès
- Après 1550 : Nicolas Kratzer (né vers 1487), mathématicien, astronome et horloger allemand.